# Cosmarium subdanicum
Cosmarium subdanicum là một loài Song tinh tảo trong họ Desmidiaceae, thuộc chi Cosmarium.